# Kappa2 Ceti
Título a ser usado para criar uma ligação interna é Kappa2 Ceti.
Kappa2 Ceti (97 Ceti) é uma estrela na direção da constelação de Cetus. Possui uma ascensão reta de 03h 21m 06.77s e uma declinação de +03° 40′ 32.5″. Sua magnitude aparente é igual a 5.70. Considerando sua distância de 290 anos-luz em relação à Terra, sua magnitude absoluta é igual a 0.95. Pertence à classe espectral G8.5III.